# إحصاء بيئي
الإحصاء البيئي هو تطبيق الأساليب الإحصائية على العلوم البيئية. ويغطي إجراءات التعامل مع الأسئلة المتعلقة بالبيئة الطبيعية في حالتها غير المضطربة، وتفاعل البشرية مع البيئة، والبيئات الحضرية. شهد مجال الإحصاء البيئي نموًا سريعًا في العقود القليلة الماضية كاستجابة للقلق المتزايد على البيئة في القطاعات العامة والتنظيمية والحكومية.
يحدد إطار الأمم المتحدة لتطوير إحصاءات البيئة (FDES) نطاق إحصاءات البيئة على النحو التالي: يغطي نطاق إحصاءات البيئة الجوانب الفيزيائية الحيوية للبيئة وتلك جوانب النظام الاجتماعي والاقتصادي التي تؤثر بشكل مباشر و تتفاعل مع البيئة. يتداخل نطاق الإحصاءات البيئية والاجتماعية والاقتصادية. ليس من السهل -أو من الضروري- رسم خط واضح يقسم هذه المناطق. تُستخدم الإحصاءات الاجتماعية والاقتصادية التي تصف العمليات أو الأنشطة التي لها تأثير مباشر على البيئة أو تتفاعل معها بشكل مباشر على نطاق واسع في إحصاءات البيئة. هم ضمن نطاق (FDES).